# Киллс, Наталия
Тедди Наталия Ноэми Синклер (англ. Teddy Natalia Noemi Sinclair; род. 15 августа 1986, Брадфорд, Великобритания) — британская певица, автор песен, актриса, продюсер, режиссёр и сценарист. Наиболее известна под псевдонимами Natalia Kills, Natalia Cappuccini. В настоящее время главная солистка группы Cruel Youth.
В 2011 году выпустила альбом Perfectionist и Trouble (2013) под сценическим псевдонимом Natalia Kills. В 2014 вышла замуж за певца Вилли Муна (англ. Willy Moon). На следующий год пара была приглашена в качестве судей во второй сезон новозеландской версии программы The X Factor, но вскоре они были уволены после своих спорных замечаний участнику. С июля 2015 Наталия официально сменила имя на Тедди Синклер . В 2016 году вместе с мужем сформировала группу Cruel Youth и записала мини-альбом +30mg.

## Биография

### Ранняя жизнь (1986—1994)
Киллс родилась в городе Брадфорд, Уэст-Йоркшир. Её мать Ноеми Керри-Фишер уроженка Уругвая, а отец Эдвард Фишер родом с Ямайки. Своё детство Наталия провела в Лондоне и Барселоне рядом со своими бабушкой и дедушкой Ноеми и Фредом Керри, обучалась в Йоркширском колледже музыки и драмы.

### Начало карьеры (1995—2010)
В возрасте семи лет Наталия дебютировала в английском телевизионном шоу «New Voices». У неё была постоянная роль в комедии «Всё обо мне», а также в драматическом шоу на радио Би-би-си. В это время она начинает писать свои первые песни, которые стали саундтреком ко многим радио и телешоу. В 2003 году Наталия подписала свой первый контракт со звукозаписывающей компанией и в 2005 году выпустила свой первый сингл «Don’t Play Nice», который достиг 11 строчки в национальном чарте Великобритании.

## Музыкальная карьера
В 2008 году Наталия для продолжения своей творческой карьеры переезжает в Лос-Анджелес, США. В январе её демо-треки занимают первое место в популярной социальной сети Myspace среди неподписанных артистов. В мае Наталью заметил знаменитый участник группы The Black Eyed Peas и продюсер Will.i.am. В ноябре 2008 году она подписала контракт с крупным музыкальным лейблом Interscope. 29 октября 2009 года был официально представлен сингл ZOMBIE под новым сценическим именем Natalia Kills, который наиболее ясно отражает её характер. Сценический псевдоним был придуман музыкальным продюсером Мартином Кирзенбаумом, который ответственен за всемирный успех Леди Гаги и другие успешные проекты лейбла Interscope.

## 2011: Perfectionist
1 апреля 2011 года в Германии состоялся релиз дебютного альбома Perfectionist, музыку и лирику к которому полностью написала Natalia Kills, продюсерами альбома выступили «The-Ron» Feemster, Fernando Garibay и Jeff Bhasker. К выходу альбома был подготовлен мини-сериал «Love, Kills, XX», автором и режиссёром которого стала сама Наталья. Именно в «Love, Kills, XX» прозвучали впервые песни с дебютной пластинки. Первый сингл с альбома Mirrors был выпущен в августе 2010 года в США и на родине Наталии — Англии в апреле 2011 года. Сингл пользовался особым успехом в центральной Европе и по этой причине лейбл решил не затягивать с выпуском альбома в Германии.
Летом 2012 года состоялась премьера клипа «Lights out», созданного совместно с DJ Junior Caldera и Far East Movement, который сразу занял лидирующие позиции в чартах «Европа плюс ТВ».

## 2012—2013: Trouble
5 сентября Наталия выложила видео интро «Controversy», и объявила, что выход её второго студийного альбома «Trouble» намечен на начало 2013 года. 6 марта Киллс объявила, что песня «Problem» станет первым синглом альбома. В апреле 2013 года в рамках тура «Effect Music Tour» при информационной поддержке «Europe plus TV» прошли концерты Наталии Киллс в 6 городах России (Москва, Санкт-Петербург, Калининград, Пермь, Сочи, Красноярск).

## 2014—2015: Сотрудничество с Мадонной и судейство в New ZealandX Factor
В 2014 Наталия приняла участие в записи 13-го альбома Мадонны (Rebel Heart), но лишь одна песня (Holy Water) вошла в альбом. В середине октября 2014 года в интервью для "Paper Magazine" Киллс объявила о скором выходе нового материала. С 15 февраля 2015 года участвовала совместно со своим мужем Вилли Муном в новозеландской версии шоу "The X Factor" в качестве судьи. 15 марта 2015 года была уволена вместе с мужем из "The X Factor" из-за обвинений в запугивании одного из конкурсантов, петиция за увольнение Наталии Киллс из шоу за  24 часа набрала более 50 000 подписей.

## Личная жизнь
В мае 2014 года Наталия Киллс вышла замуж за певца Вилли Муна. Церемония прошла в Нью-Йорке.

## Влияние на творчество
Киллс назвала Кейт Буш и Аланис Мориссетт наиболее влиятельными фигурами в её творчестве, выделяя их как эмоциональных артистов, честно рассказывающих о своём жизненном опыте. Также Киллс назвала Гвен Стефани своим кумиром. А исполнители Depeche Mode, Rrlytox, Prince, Vanity 6 и Фредди Меркьюри вдохновляют её для живых выступлений.

## Дискография
- Perfectionist (2011)
- Trouble (2013)

## Клипография
| - Don’t Play Nice 2005 (Verbalicious)  |
| - Real Woman 2008 (Natalia Cappuccini) |
| - Zombie 2010                          |
| - Mirrors 2010                         |
| - Activate My Heart 2010               |
| - Wonderland 2011                      |
| - Free 2011 (с участием will.i.am)     |
| - Free (Panasonic Version) 2011        |
| - Kill My Boyfriend 2012               |
| - Controversy 2013                     |
| - Problem 2013                         |
| - Saturday Night 2013                  |
| - Trouble 2014                         |

| | - They Talk Shit About Me 2008 клип Matt Pokora с участием Наталии Киллс под псевдонимом Verse |
| - 2 is Better 2010 клип Far East Movement с участием Наталии Киллс и Ya Boy                          |                                                                                                |
| - Champagne Showers 2011 клип LMFAO с участием Наталии Киллс                                         |                                                                                                |
| - 1974 2012 клип The Knux с участием Наталии Киллс                                                   |                                                                                                |
| - You Can’t Get In My Head (If You Can’t Get In My Bed) 2012 клип DJ Tatana с участием Наталии Киллс |                                                                                                |
| - Lights Out (Go Crazy) 2012 клип Junior Caldera с участием Наталии Киллс и Far East Movement        |                                                                                                |